# 張敞
張 敞（ちょう しょう、生没年不詳）は、前漢の人。字は子高。京兆尹杜陵県の人。京兆尹に至った。

## 略歴
家は元々河東郡平陽県の人だったが、祖父の張孺が上谷太守となり茂陵に移住した。父の張福は光禄大夫となり、杜陵に移住した。
張敞は郷有秩から太守卒史となり、推挙を受けて甘泉倉長となり太僕丞に移った。太僕杜延年が彼に目をかけた。昭帝が死亡して昌邑王劉賀が即位したが、昌邑王は言動が決まりに従っていなかったので、張敞は昌邑王を諌めた。その後十数日後には昌邑王は大将軍霍光らに廃位された。張敞は厳しい諫言により名を顕し、豫州刺史に抜擢された。そこでも忠言があり、宣帝は彼を太中大夫とし、于定国とともに平尚書事となった。しかし大将軍霍光になびかなかったため函谷関都尉に異動させられた。その後、宣帝は廃位された昌邑王劉賀を警戒し、張敞を山陽太守とした。
そんな折、大将軍霍光が死亡し、宣帝が親政を始めた。霍光の子の霍禹は大司馬となり、一方で霍光の親族は宮中から外に出されるようになった。それを聞いた張敞は霍氏や衛将軍張安世を退けるよう宣帝に封事を奉った。宣帝はその計を良いと思ったが、彼を召し出しはしなかった。
その後、勃海・膠東で盗賊が起こると、張敞は自分がそれに当たることを申し出た。宣帝はそれを許し、彼を膠東国相とした。張敞は盗賊でも他の賊を討った者は罪を許すという令を出し、吏で功績があった者は県令にした。こうして盗賊は解散し、国は平和になった。また王の太后が狩猟に出ているのを諌め、太后は狩猟に出るのをやめるようになった。
そのころ、潁川太守の黄覇が成績第一であったので京兆尹になったが、数カ月で潁川に帰されてしまった。そこで神爵元年（紀元前61年）、詔により張敞が京兆尹となった。趙広漢以後、京兆尹は人を得ず、長安の市は盗人が多かった。張敞はその首領を吏とし、その下にいた者は捕えて法律を執行した。張敞は賞罰を明らかにし、時には法を曲げて許してやり、耳目を使って悪事を暴いた。趙広漢に倣いながらも『春秋』を学び政治に儒学を交え、しばしば賢者、善人を表彰し、刑罰だけを用いることはなかった。そのため処刑されずに済んだ。京兆尹は趙広漢と張敞だけが長く任にあり、朝廷では経典を引用し公卿もみな服した。しかし威儀が無く、婦人の眉を描いてやっていることが噂になり、弾劾された。宣帝に質問されると、「寝室の中においては夫婦の間には眉を描く以上のことがあるといいます」と答え、宣帝も責めなかった。ただ、高い地位にはつけなかった。
懇意にしていた楊惲が大逆罪で処刑されたとき、楊惲の友人はみな罷免された。張敞の罷免を求める上奏の決裁がまだ下りていない年の末、ある吏が任された仕事をせずに帰ってしまった。諌める者に対し彼は「「五日京兆」に何ができよう」と言った。その言葉を聞いた張敞はその吏を捕え、処刑できる期限である新年までの数日間に昼夜取り調べをさせ、その吏を死罪に当てた。各地を巡察して冤罪を調べる使者がこの件を上奏し、先の楊惲の件と合わせて罷免されて庶人になった。張敞は本籍に帰らず姿を消した。
その後、都の民の規律は緩み、また冀州では盗賊が起こっていた。宣帝は張敞を召し出して冀州刺史にした。盗賊の頭領を殺し、また広川王の親族が盗賊をかくまっていたことを知ると王宮を家宅捜索してその盗賊を殺し、王宮にさらし首にして王を弾劾した。こうして盗賊は禁止され、太原太守に移った。
宣帝が死亡し元帝が即位すると、皇太子の指導役に張敞を推薦する者がいた。張敞の友人の蕭望之が彼は能吏で師の器ではないと反対したので、左馮翊に登用しようとしたが、そのときたまたま張敞は病死した。
都では「先には趙・張がいて、後には三王がいた」（趙広漢・張敞、および王尊・王章・王駿の3人の王氏）と言って優れた手腕を見せた京兆尹である張敞らを称えた（『漢書』王駿伝）。
また、張敞は古代の文字を好み、ある時皇帝に献上された古代の鼎の銘文を解読したことがある。
張敞の子3人はみな都尉になった。